# Trattato di Londra (1867)

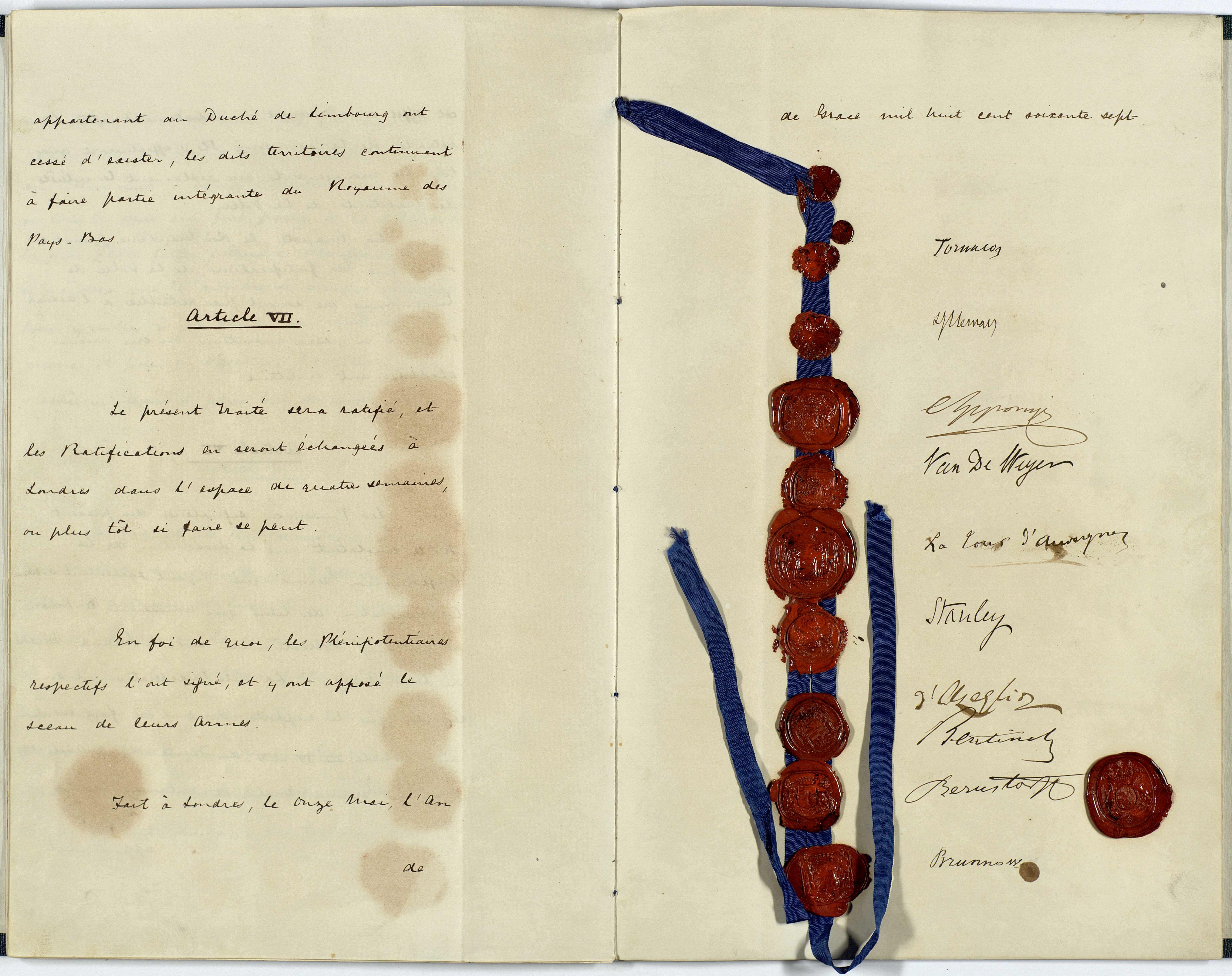
Trattato di Londra: firmatari.

Il trattato di Londra (detto anche secondo trattato di Londra) fu un trattato internazionale siglato l'11 maggio 1867 a seguito della fine della Guerra austro-prussiana e della crisi del Lussemburgo.

## Effetti
L'effetto immediato del trattato, stabilito dall'Articolo I, fu la riaffermazione dell'unione personale tra Paesi Bassi e Lussemburgo sotto la casata di Orange-Nassau. La crisi lussemburghese era infatti scoppiata dopo che l'imperatore francese Napoleone III aveva tentato di comprare il Lussemburgo da Guglielmo III dei Paesi Bassi. Il Regno di Prussia intervenne nella stesura del trattato perché era interessato a mantenere la sovranità del Lussemburgo nelle mani dell'Olanda contro l'influenza francese.
La neutralità del Lussemburgo, stabilita dal primo trattato di Londra, venne affermata in aggiunta all'articolo II. Per assicurare questo capitolo, le fortificazioni della città di Lussemburgo, conosciute col soprannome di La Gibilterra del nord, vennero demolite e mai più ricostruite. L'operazione di smantellamento delle fortificazioni richiese sei anni di tempo ed il costo di 1,5 milioni di franchi nonché la distruzione di 40.000 m² di casematte, batterie d'artiglieria e caserme. Inoltre, le guarnigioni prussiane presenti nel Lussemburgo dal Congresso di Vienna del 1815 dovettero rientrare in patria.
La guerra austro-prussiana aveva portato al collasso della Confederazione germanica. Due membri formali, il Granducato di Lussemburgo ed il Ducato di Limburgo, erano possedimento del re dei Paesi Bassi. Per chiarificare la posizione con la scomparsa della confederazione, il trattato di Londra affermò la dissoluzione della confederazione stessa e stabilì che il granducato di Lussemburgo ed il ducato di Limburgo venissero considerati "parte integrante del Regno dei Paesi Bassi". Il Lussemburgo venne ristabilito come stato indipendente a partire dal 1º gennaio 1919.

## Firmatari
Il trattato venne siglato dai rappresentanti di tutte le maggiori potenze europee:
- l'Impero austriaco, rappresentato da Rudolf Apponyi
- il Regno del Belgio, rappresentato da Sylvain Van de Weyer
- l'Impero francese, rappresentato dal principe Godefroy-Bernard-Henri-Alphonse de La Tour d'Auvergne-Lauraguais
- il Regno d'Italia, rappresentato dal marchese Vittorio Emanuele Taparelli d'Azeglio
- il Granducato di Lussemburgo, rappresentato dal barone Victor de Tornaco e da Emmanuel Servais
- il Regno dei Paesi Bassi, rappresentato dal barone Arnold Adolf Bentinck
- il Regno di Prussia, rappresentato dal conte Albrecht von Bernstorff
- l'Impero russo, rappresentato dal barone Philipp von Brunnow
- il Regno Unito, rappresentato da Edward Stanley, lord Stanley

L'Italia originariamente non era stata invitata, ma Vittorio Emanuele II di Savoia persuase gli altri re e imperatori a includere i suoi rappresentanti nelle contrattazioni. L'Italia, effettivamente, aveva poche relazioni col Lussemburgo ed il trattato non ebbe alcuna conseguenza per il neonato regno della Penisola. Ad ogni modo, questa fu la prima occasione nella quale l'Italia venne riconosciuta a prendere parte ad una conferenza internazionale e quindi inclusa tra le grandi potenze.